# Okrzeszyce
Okrzeszyce – wieś w Polsce położona w województwie dolnośląskim, w powiecie wrocławskim, w gminie Żórawina.
W latach 1975–1998 miejscowość administracyjnie należała do województwa wrocławskiego.

## Nazwa
Nazwa po raz pierwszy notowana w łacińskich dokumentach: w 1261 jako Ocresicz, 1263 i 1318 Ocresiz, 1295 Ocressicz, 1336 Okrschitz oraz Okrseschicz, 1353 Ockrischicz 1361 Ockirschicz 1420 Okirchitz, 1449 Unchristen, 1661 Okrzeßyce, 1670 Unchristen oraz Okrzeszyce 1711 Unchrist. W 1885 roku nazwa został zmieniona na całkowicie niemiecką Bismarcksfeld.
Niemiecki językoznawca Paul Hefftner wywodzi bezpośrednio nazwę od polskiej nazwy na określenie czegoś - "poln. Verbum ist okresić, okrysić, określać = umkreisen, umzirkeln(...)".